# هيثر اركسليبن
هيذر إركسليبن (مواليد 1966) هي جندية سابقة في القوات الكندية وكانت أول امرأة تتخرج من دورة تدريبية في مهنة المشاة للقوات النظامية. تخرجت من مدرسة PPCLI Battle School في قاعدة القوات الكندية ويشار إليها عادة باسم CFB Wainwright الموجودة في ألبرتا في 19 يناير 1989. حاولت نساء أخريات اجتياز الدورة التدريبية التي استمرت 16 أسبوعًا ، لكنها كانت أول من ينجح.
كانت مهمتها الأولى بعد التدريب في فرقة المشاة الخفيفة الكندية التابعة لكتيبة الأميرة باتريشيا الثالثة ، والمتمركزة في ذلك الوقت في كولومبيا البريطانية. كانت في الجيش لمدة ثلاث سنوات ، وتركت الخدمة بعد انتهاء التزامها الأولي.

## قبل وبعد الخدمة العسكرية
قبل انضمامها إلى القوات الكندية ، قادت إركسليبن شاحنة لشركة أخشاب. اعتبارًا من عام 2006 ، أصبحت هيذر إركسليبن ممرضة في كولومبيا البريطانية.